# Марен-ла-Меле, Эдмон

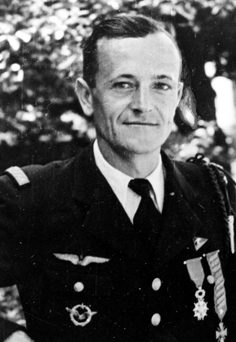

Эдмон Марен-ла-Меле (фр. Edmond Marin la Meslée; 5 февраля 1912, Валансьен — 4 февраля 1945, близ Дессенхейма, Эльзас) — французский военный лётчик, герой Второй мировой войны.

## Биография
В 1931 году Э. Марен заканчивает лётную школу и получает лицензию пилота. В 19 лет поступает на службу во французскую армию и направляется в район Страсбурга. В октябре 1937 года он оканчивает Академию ВВС и получает чин второго лейтенанта.
Будучи профессиональным военным пилотом, Эдмон Марен-ла-Меле был одним из наиболее успешных французских асов начального периода военных действий 1939—1940 годов, вплоть до оккупации Франции германскими войсками. Служил в истребительной эскадрилье I/5, стационированной в Реймсе. На своём Curtiss P-36, истребителе американского производства, Э. Марен только за период с 12 по 19 мая 1940 года сбил 9 немецких самолётов, причём 4 Junkers Ju 87 из них — в одном воздушном бою.
Свою первую победу одержал 17 января 1940 года, сбив немецкий Dornier Do 17. К моменту капитуляции Франции 21 июня 1940 году на личном счету Э. Марена было 16 сбитых подтверждённых вражеских самолётов и 5 непроверенных случаев. За храбрость и лётное мастерство был назначен коммодором эскадрильи I/5.
После капитуляции Франции эскадрилья, которой командовал Э. Марен, была вначале им переведена в Сен-Дени-дю-Сиг, а затем в Рабат, так как лётчик отказался участвовать в боях с британскими войсками. После проведения англо-американскими войсками в Северной Африке Операции Торч французские части там переходят в подчинение общему командованию союзников, и эскадрилья Марена в сентябре 1943 года размещается близ алжирского города Тафарауи, и вооружается американскими самолётами P-39 Airacobra.
9 января 1944 года Э. Марен становится командиром авиагруппы I/5, переименованной в группу «Шампань». С сентября 1944 года она участвует в военных действиях над французской территорией, сперва над Провансом, а затем над долиной Роны. 4 февраля 1945 года P-47 Thunderbolt, ведомый Мареном, был подбит огнём немецких зениток и взорвался в воздухе. Тело пилота так и не было найдено. В 1953 году именем Э.Марена-ла-Меле была названа французская авиабаза «Реймс-Шампань».

## Награды
- Орден Почётного легиона
- Военный крест (с пальмовой ветвью)
- Лётный крест за отличие